# سیارک ۲۱۸۲۶
سیارک ۲۱۸۲۶ (به انگلیسی: 21826 Youjiazhong، نامگذاری:1999TJ91) بیست و یک هزار و هشتصد و بیست و ششمین سیارک کشف شده‌است که در ۲ اکتبر ۱۹۹۹ کشف شد.
قدر مطلق سیارک برابر ۹.۸ است.